# 파스칼 (음악 그룹)
파스칼(2013년 1월 10일 ~ )는 대한민국의 보컬그룹이다.

## 음반
- 《Pastel Color》 (2013년)
- 《눈물이 앞을 가려》 (2013년)
- 《다 똑같애》 (2013년)
- 《어쿠스틱 컬러》 (2013년)
- 《메모리즈》 (2014년)
- 《영화 속 대사처럼》 (2014년)
- 《메리 블랙데이》 (2014년)
- 《잠들지마》 (2014년)
- 《칼퇴근》 (2014년)